# Чемпионат Украины по фигурному катанию на коньках 2001
Чемпионат Украины по фигурному катанию на коньках 2001 года (укр. Чемпіонат України по фігурному катанню на ковзанах 2001) — украинский национальный чемпионат по фигурному катанию сезона 2000—2001.
Спортсмены соревновались в категориях мужское и женское одиночное катание, парное катание и танцы на льду.

## Результаты

### Мужчины
| Место | Имя                 | Город | Сумма баллов | SP | FP |
| ----- | ------------------- | ----- | ------------ | -- | -- |
| 1     | Дмитрий Дмитренко   |       |              |    |    |
| 2     | Виталий Данильченко |       |              |    |    |
| 3     | Константин Тупиков  |       |              |    |    |
| 4     | Андрей Кифоренко    |       |              |    |    |
| 5     | Александр Смоквин   |       |              |    |    |

### Женщины
| Место | Имя               | Город | Сумма баллов | SP | FP |
| ----- | ----------------- | ----- | ------------ | -- | -- |
| 1     | Елена Ляшенко     |       |              |    |    |
| 2     | Светлана Прилепко |       |              |    |    |
| 3     | Ирина Лукьяненко  |       |              |    |    |
| 4     | Ольга Орлова      |       |              |    |    |
| 5     | Елена Денисова    |       |              |    |    |

### Пары
| Место | Имя                                  | Город | Сумма баллов | SP | FP |
| ----- | ------------------------------------ | ----- | ------------ | -- | -- |
| 1     | Алёна Савченко / Станислав Морозов   |       |              |    |    |
| 2     | Виктория Максюта / Виталий Дубина    |       |              |    |    |
| 3     | Татьяна Чуваева / Дмитрий Паламарчук |       |              |    |    |
| 4     | Татьяна Волосожар / Пётр Харченко    |       |              |    |    |
| 5     | Алёна Коханевич / Денис Петров       |       |              |    |    |

### Танцы
| Место | Имя                                    | Город | CD1 | CD2 | OD | FD | TFP |
| ----- | -------------------------------------- | ----- | --- | --- | -- | -- | --- |
| 1     | Алла Бекназарова / Юрий Кочерженко     |       |     |     |    |    |     |
| 2     | Виктория Ползыкина / Александр Шакалов |       |     |     |    |    |     |
| 3     | Юлия Головина / Олег Войко             |       |     |     |    |    |     |
| 4     | Елена Солонникова / Евгений Полищук    |       |     |     |    |    |     |
| 5     | Мариана Козлова / Сергей Баранов       |       |     |     |    |    |     |